# Peter P. Kahane
Peter P. Kahane (* 18. Februar 1904 in Schöneberg bei Berlin als Peter Ornstein; † 12. Februar 1974 in Basel) war ein österreichischstämmiger israelischer Klassischer Archäologe.

## Leben
Peter P. Kahane wurde in eine bürgerliche, künstlerisch engagierte Familie geboren. Seine Eltern, die beide aus Wien stammten, heirateten erst 1910. Sein Vater war der Dramaturg Arthur Kahane, ein enger Mitarbeiter von Max Reinhardt, seine Mutter Paula Ornstein. Im Elternhaus verkehrten unter anderem Stefan Zweig und Hugo von Hofmannsthal. Erst spät entschied er sich für ein Studium der Klassischen Archäologie, das er an der Berliner Universität begann. Nach kurzer Zeit ging Kahane an die Universität Würzburg, wenig später an die Universität München. In München wurde Ernst Buschor wichtigster akademischer Lehrer. 1933 wurde er zur Emigration gezwungen und ging zunächst nach Athen. Dort wollte er an seiner Dissertation zur attisch-geometrischen Vasenmalerei arbeiten, bekam aber auch keinen Zugang mehr zur athenischen Abteilung des Deutschen Archäologischen Instituts. Da er die Staatsbürgerschaft Österreichs besaß, fand Kahane jedoch wie andere Emigranten, etwa Paula Philippson, Berta Segall und Willy Schwabacher, freundschaftliche Aufnahme beim von Otto Walter geleiteten Österreichischen Archäologischen Institut. 1936 ging er in die Schweiz an die Universität Basel zu Ernst Pfuhl und reicht dort seine schon fertige Dissertation ein, mit der er 1937 summa cum laude promoviert wurde. Doch hatte er anschließend kaum Aussicht auf eine Anstellung. Als Nachwuchswissenschaftler stand er in Konkurrenz mit anderen deutschen Archäologen in der Emigration, so Georg Karo, Paul Jacobsthal, Margarete Bieber, Otto J. Brendel oder Karl Lehmann-Hartleben, die sich schon einen Namen gemacht hatten. So ging er zunächst nochmals nach Athen und arbeitete an der British School at Athens. 1938 ging er schließlich auf Vermittlung der British School nach Palästina.
Die britische Mandatsregierung hatte in Palästina einen gut organisierten Antikendienst etabliert. Kahane fand eine erste Anstellung im Department of Antiquities im Rockefeller-Museum in Jerusalem. Zunächst war er Assistant, später Senior Assistant. Seit 1946/47 lehrte er zudem an der Hebrew University. Mit der Staatsgründung Israels im Jahr 1948 wurde Kahane als Chief Curator Leiter des Rockefeller-Museums und wurde Aufseher über die Museen der Staatlichen Altertümerverwaltung. In dieser Funktion wirkte er beim Aufbau vieler lokaler Museen, etwa in Tel Aviv, Megiddo, Nir David und Haifa, mit. Nicht selten hatte er mit Widerständen finanzieller, ideologischer und lokaler Natur zu kämpfen. Gegen Ende der 1950er Jahre entstanden Pläne für ein großes internationales Museum. Kahane wurde als Planer des archäologischen Teils des Museums berufen, 1965 wurde das Israel Museum eröffnet. Er leitete die archäologische Abteilung des Museums noch vier Jahre, bevor er pensioniert wurde. Nun konnte er sich wieder verstärkt seinen Studien zur attisch-geometrischen Vasenmalerei widmen. Einzig bei einem Forschungssemester im Winter 1958/59 am Institute for Advanced Studies in Princeton hatte Kahane mehr Zeit, sich dieser Thematik zu widmen. 1970 übernahm er auf Bitten seines Freundes Saul Weinberg hin eine Gastprofessur an der University of Missouri in Columbia. Mehrere Versuche, Unterstützung von deutschen Institutionen zu erhalten scheiterten, so ging er denn auf Anraten Karl Schefolds hin 1972 nach Basel, wo er von privaten Förderern unterstützt wurde. Doch konnte er sich nun aus gesundheitlichen Gründen kaum noch seinen Studien widmen. Am 12. Februar 1974 verstarb Kahane.
Kahane hat ein vergleichsweise geringes schriftliches Werk hinterlassen, nicht einmal seine Dissertation wurde gedruckt, allein ein Auszug erschien 1940 im American Journal of Archaeology. Obwohl heute kleinere Änderungen der absoluten Datierungen vorgenommen werden müssen, ist Kahanes Arbeit noch heute maßgeblich, die entwickelte Periodisierung ist unverändert gültig. Nach seiner Übersiedelung nach Israel musste er sich ganz neuen Arbeitsgebieten zuwenden, die er sich nicht selten erst neu erschließen musste. Er hatte sich auf dem Gebiet der Vorgeschichte, der vorderasiatischen Archäologie, der Provinzialrömischen Archäologie und der spätantiken-frühchristlichen Kunst bis auf den Beginn der islamischen Zeit weiter zu bilden. Kahanes Leistungen lassen sich vor allem an der Museumsarbeit bemessen. In vielen archäologischen Sammlungen ist seine Handschrift bis heute messbar, ganz besonders in der Antikenabteilung des Israel-Museums. Zudem organisierte er mehrere wichtige Ausstellungen in Amerika und Europa, darunter Aus dem Land der Bibel und Synagoga. In seiner späten Zeit widmete sich Kahane verstärkt der Ikonologie.